# Mauro Parmeggiani
Mauro Parmeggiani (ur. 5 lipca 1961 w Reggio nell’Emilia) – włoski duchowny katolicki, biskup Tivoli od 2008 i Palestriny od 2019.

## Życiorys
Święcenia kapłańskie otrzymał 18 października 1985 i został inkardynowany do diecezji Reggio Emilia. Po święceniach został wykładowcą instytutu technicznego w rodzinnym mieście. Rok później przeniósł się do Rzymu i rozpoczął pracę jako sekretarz kardynała Camillo Ruiniego. W 1996 uzyskał inkardynację do diecezji rzymskiej. W 2003 został prałatem sekretarzem wikariatu rzymskiego.
3 lipca 2008 papież Benedykt XVI mianował go ordynariuszem diecezji Tivoli. Sakry biskupiej udzielił mu 20 września 2008 kard. Camillo Ruini.
W 2017 został mianowany administratorem aostolskim Palestriny. 19 lutego 2019 papież Franciszek mianował go biskupem tejże diecezji, łącząc ją z diecezją Tivoli unią in persona episcopi.